# Estelle Getty
Estelle Scher-Gettleman (New York, 25. srpnja 1923. – Los Angeles, 22. srpnja 2008.) je bila američka filmska i televizijska glumica. Najpoznatija je po ulozi Sophije Petrillo u TV seriji "Zlatne djevojke".